# غريغوري أرنولين
غريغوري أرنولين (بالفرنسية: Grégory Arnolin)‏ (مواليد 10 نوفمبر 1980 في ليفري-غارغان - فرنسا) لاعب كرة قدم فرنسي يلعب حاليا لصالح نادي الدرجة الأولى ريال سبورتنغ خيخون الإسباني منذ 2009 في مركز قلب الدفاع .

## روابط خارجية
- غريغوري أرنولين على موقع قاعدة بيانات كرة القدم.إي يو (الإنجليزية)
- غريغوري أرنولين على موقع ناشيونال فوتبول تيمز (الإنجليزية)
- غريغوري أرنولين على موقع Soccerway.com (الإنجليزية)
- غريغوري أرنولين على موقع AS.com (الإسبانية)